# 池州市杏花村文化旅游区
池州市杏花村文化旅游区是中华人民共和国安徽省池州市贵池区下辖的一个类似乡级单位，位於池州城區西南部。2017年获评国家4A级旅游景区。

## 行政区划
下辖以下地区：
池州市杏花村文化旅游区虚拟社区。

## 外部鏈接
- 杏花村文化旅遊區 （页面存档备份，存于）